# Просяна імені Приклонського В. В.
Просяна́ і́мені Прикло́нського В. В. — проміжна залізнична станція Лиманської дирекції Донецької залізниці на електрифікованій лінії Чаплине — Покровськ між станціями Чаплине (12 км) та Демурине (12 км). Розташована в селищі Просяна Синельниківського району Дніпропетровської області. Поруч зі станцією пролягає автошлях Т 0406 (Бунчужне — Покровськ).
На станції здійснюються вантажні операції. Основні вантажі — каолін (на базі колишнього ГЗК діє підприємство «Проско-Ресурси»), зерно (поруч із залізницею працює великий елеватор), паливно-мастильні матеріали (є нафтобаза мережі АЗС).

## Історія
Станція відкрита 18 травня 1884 року, під час будівництва ділянки Синельникове — Ясинувата (головного ходу приватної Катерининської залізниці).
Станція Просяна обслуговувала досить великий район протяжністю з півночі на південь у 50 верст. За офіційною версією, цей район здавна славився багатими врожаями проса, що й дало назву станції. Станцію засновано під час будівництва Катерининської залізниці у 1881—1884 роках. Пристанційне селище почало забудовуватися у 1890-х роках XIX століття. Станом на 1917 рік в селищі було збудоване відомче житло загальною площею більше 150 кв. сажнів. По станції Просяна вже було вкладено 13 колій (з них 2 головних, 4 тупикових) загальною протяжністю 5,2 верст.
Вантажообіг станції у 1913 році становив 3,9 млн пудів різних вантажів, з них 2,5 млн пудів було навантажено, 1,3 млн пудів розвантажень і бл. 100 тис. пудів — перевантажено. У селищі працювали цегельно-черепичні заводи Ільєвих та Ауе, які відправляли до 4500 вагонів продукції на рік, і отримували до 1000 вагонів вугілля та глини. На підприємстві В. Й. Ауе, наприклад, видобували вогнетривку глину — каолін, з якої виробляли митий каолін, вогнетривку цеглу й різну черепицю. Навколишні села відправляли сільгосппродукцію, при цьому отримували у великих кількостях бакалію, мануфактуру та вироби зі шкіри.
Для вантажних операцій було передбачено 5 пакгаузів (з них 2 — великої швидкості) загальною площею більш ніж 320 кв. сажнів, крита товарна платформа площею майже 417 кв. сажнів, відкрита товарна платформа площею 48,2 сажнів², а також вагонні ваги системи Сміта вантажопідйомністю 1825 пудів. Для тимчасового зберігання вантажів були наявні 12 орендних ділянок, а також склади наливних вантажів й довгомірів загальною площею 100 сажнів² (на 68 тис. пудів вантажу). На станції було обладнано склади нафтопродуктів Нобель і Мазут (отримували до 300 вагонів керосину й мастила на рік), а також лісу — Шульмана й Друяна (до 160 вагонів на рік).
Загальна площа пасажирської будівлі становила 61,3 сажнів², довжина перону та проміжної пасажирської платформи — по 50 сажнів. Протягом 1913—1914 років по Просяній продавали 24,5—24,8 тис. квитків, видавали бл. 1000 багажних квитанцій. За 1884—1917 роки кількість пар пасажирських потягів, які робили зупинку по Просяній, зросла з 1 до 5. Географія безпересадочного сполучення у 1917 році була досить широкою: Катеринослав, Долинська, Київ, Ясинувата, Маріуполь, Дебальцеве, Луганськ, Ростов.
Штат станційних працівників у 1916 році включав у себе 1 начальника станції та 3 його помічників, 3 сигналістів, 5 сторожів, 6 стрілочників, 1 касира й 1 його помічника, 2 переписувачів вагонів та 1 вагаря.
У жовтні 2011 року, з метою вшанування пам'яті Приклонського Віктора Васильовича, станцію перейменовано на Просяна ім. Приклонського В. В.

## Пасажирське сполучення
З осені 2024 року здійснюється лише приміське сполученням Чаплиного — Межова та один рейс на день сполученням Межова — Дніпро.
До повномасштабного російського вторгнення в Україну на станції зупиняються приміські поїзди до станції Очеретине та Покровська.
До 2022 року курсував регіональний поїзд № 825/826 сполученням Дніпро — Покровськ.
З 25 березня 2018 року здійснює зупинку щоденний нічний швидкий поїзд № 135/136 Київ — Покровськ, з 13 грудня 2020 року маршрут поїзда подовжувався до станції Авдіївка. З 11 вересня 2024 року через бойові дії рух поїздів до станції Покровськ тимчасово припинено, до станції Авдіївка його було припинено ще раніше.